# Marija Baškircevová
Marija Baškircevová (rusky Мария Константиновна Башкирцева, Marija Konstantinovna Baškirceva, francouzsky Marie Bashkirtseff, 24. listopadu 1858 Havronci – 12. listopadu 1884 Paříž) byla malířka, sochařka, spisovatelka a feministka, která se narodila v ukrajinské šlechtické rodině na Ukrajině, ale prosadila se zejména ve Francii. Známým se stal její deník Journal de Marie Bashkirtseff, avec un portrait, který vyšel posmrtně roku 1887.

## Život
Její rodiče se brzy rozešli a Marija trávila dětství na cestách s matkou, především v Německu a na italské Riviéře. Nakonec se usadily ve Francii. Ve Francii užívala jméno Marie Bashkirtseff, chtěla být zpěvačkou, toho se však musela vzdát, když roku 1877 ztratila hlas; lékaři totiž včas nerozpoznali její tuberkulózu a mylně ji dlouho diagnostikovali jako chronickou laryngitidu. Obrátila své úsilí k výtvarnému umění a odjela do Paříže, kde začala studovat Julianovu akademii a malovat v ateliéru Tony Roberta-Fleuryho (1835–1911). V roce 1880 byl její obraz Mladá žena čtoucí Otázku rozvodu přijat do salonu. Následovaly další práce, včetně prací sochařských (v salonu byla vystavována například bronzová socha Bolest Nausikay z roku 1884). 
Než zemřela v 26 letech na tuberkulózu, stihla v letech 1877–1884 vytvořit 230 uměleckých děl. Ovšem nakonec se jejím nejvíce ceněným dílem stal deník, který pro jeho zajímavost vydala skupina přátel a matka po její smrti. Zpočátku vycházela verze, kde některé pasáže cenzurovala její matka, avšak ve 20. století byl už vydán  deník v původní verzi získané z Bibliothèque Nationale v Paříži. Deník si psala od počátku dospívání a badatelé, zejména v oblasti gender studies, ocenili jeho modernost a dívčí upřímnost v tehdy ještě tabuizovaných otázkách ženské identity, touhy a sexuality.

## Ocenění
Od roku 2012 nese její jméno asteroid hlavního pásu (30937) Bashkirtseff objevený 16. ledna 1994.

## Galerie

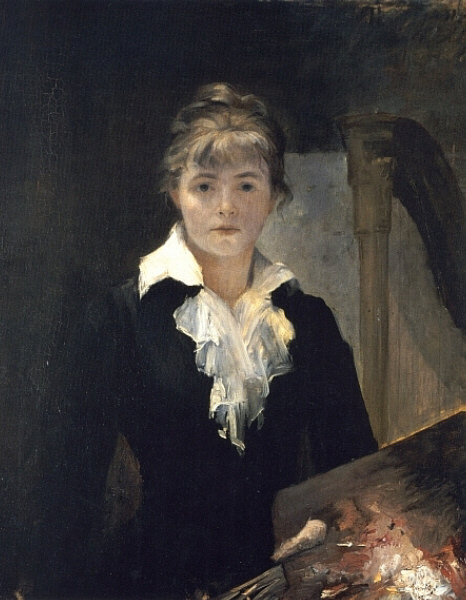
Autoportrét
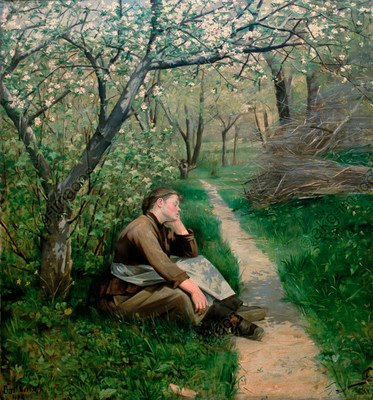
Jaro
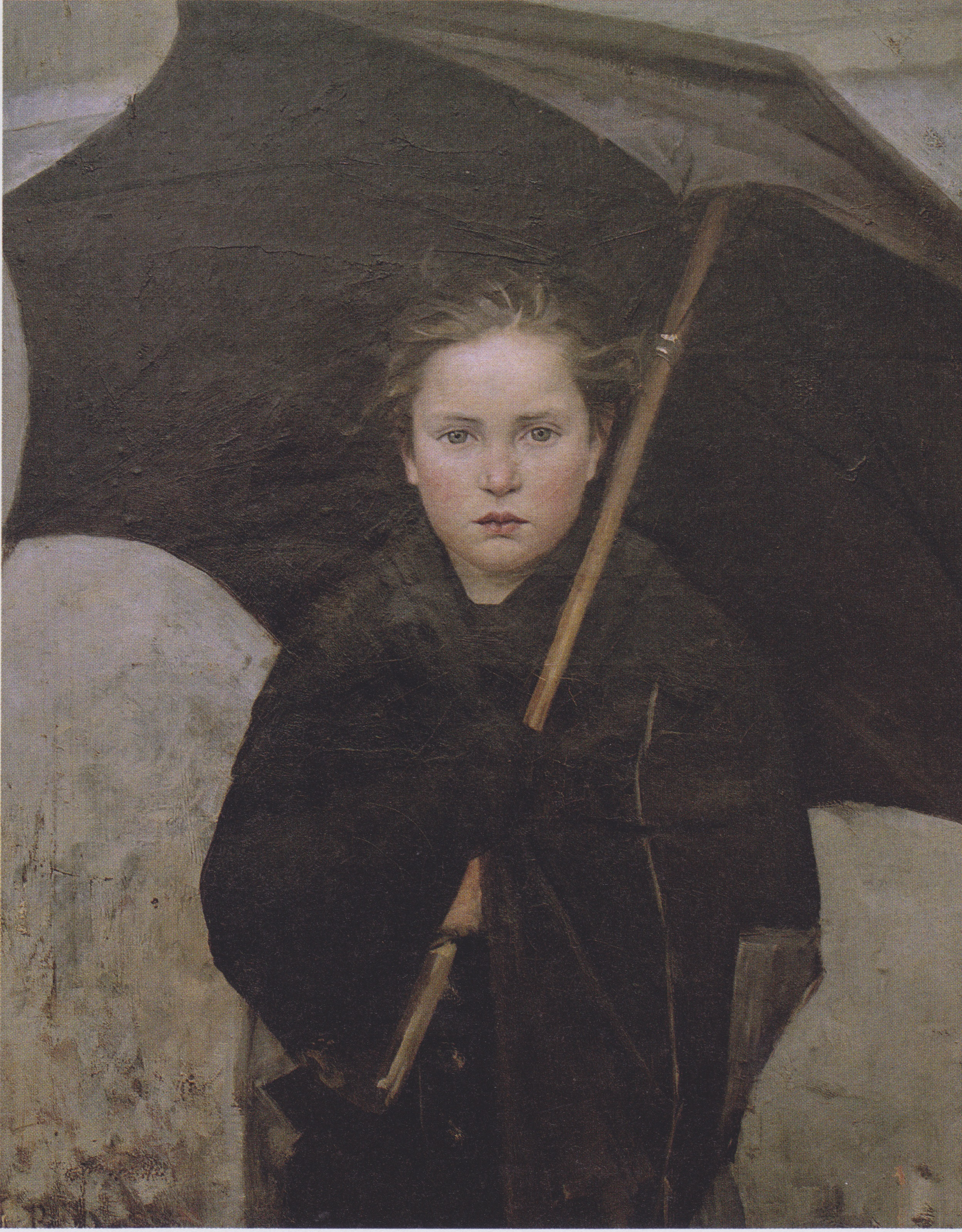
Deštník
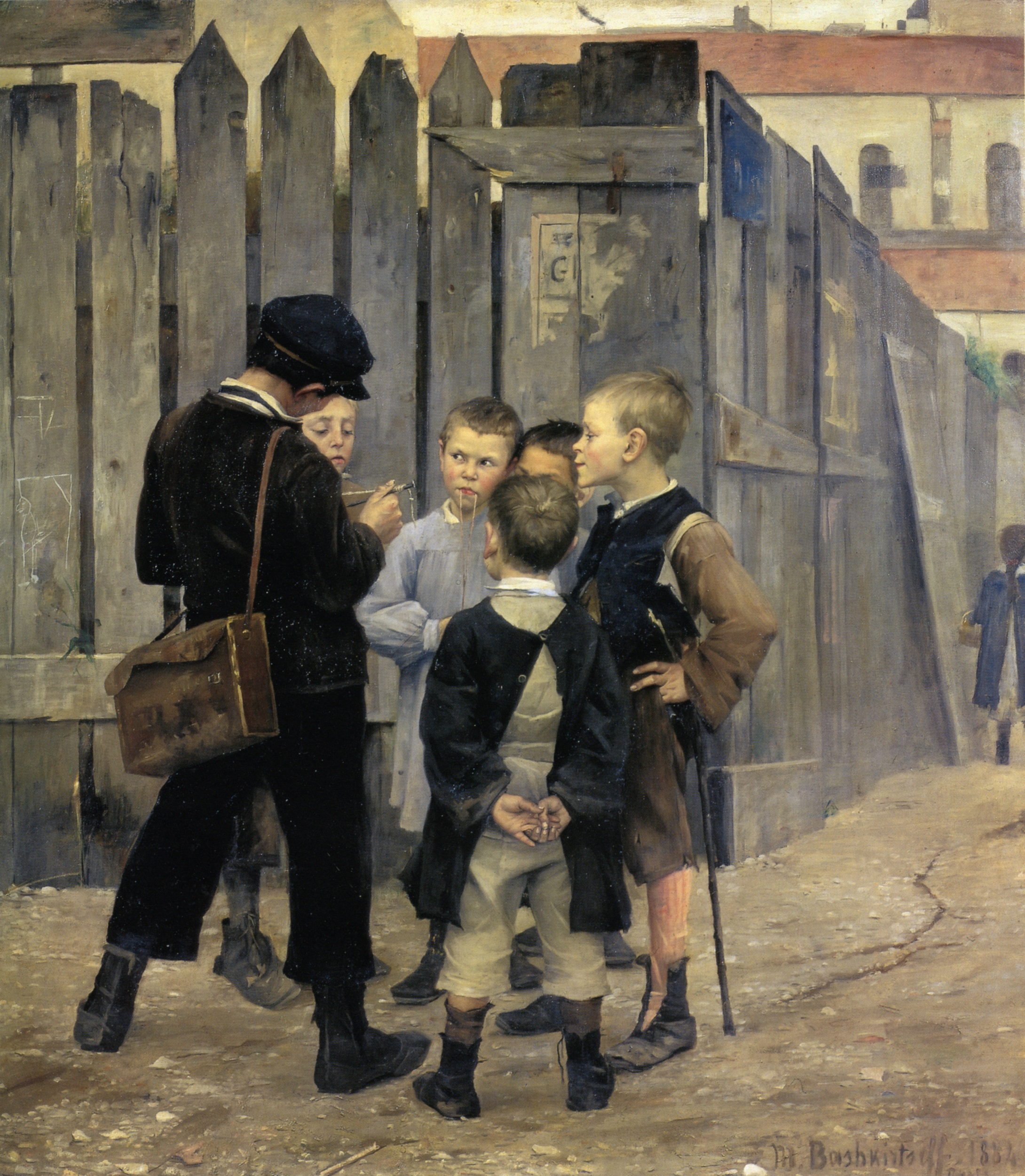
Sraz
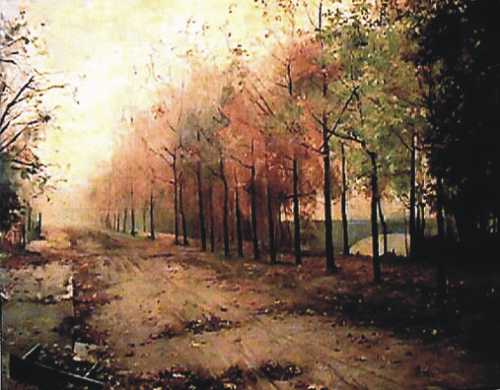
Podzim
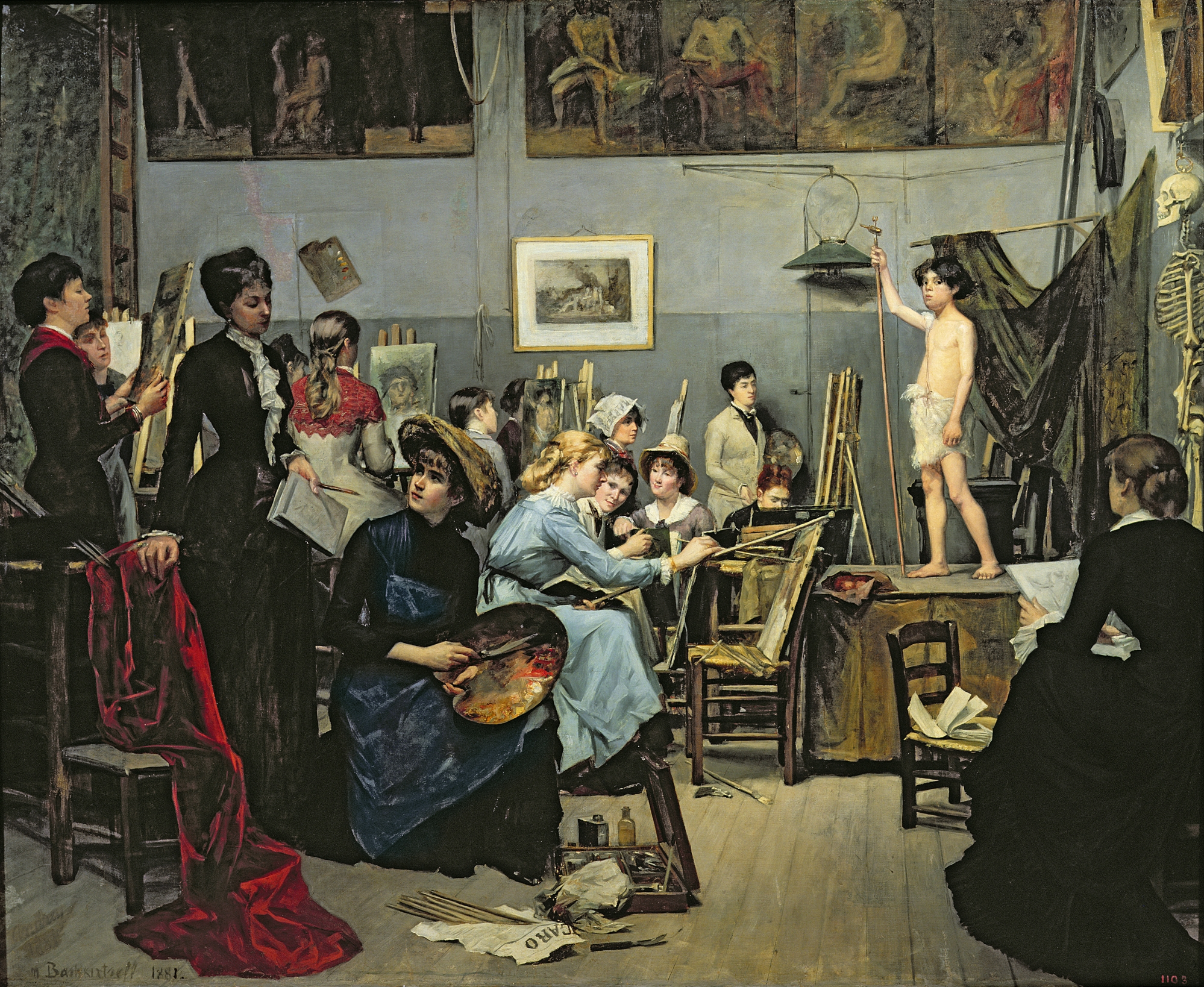
Ateliér